# Mancha amarga (enfermedad)

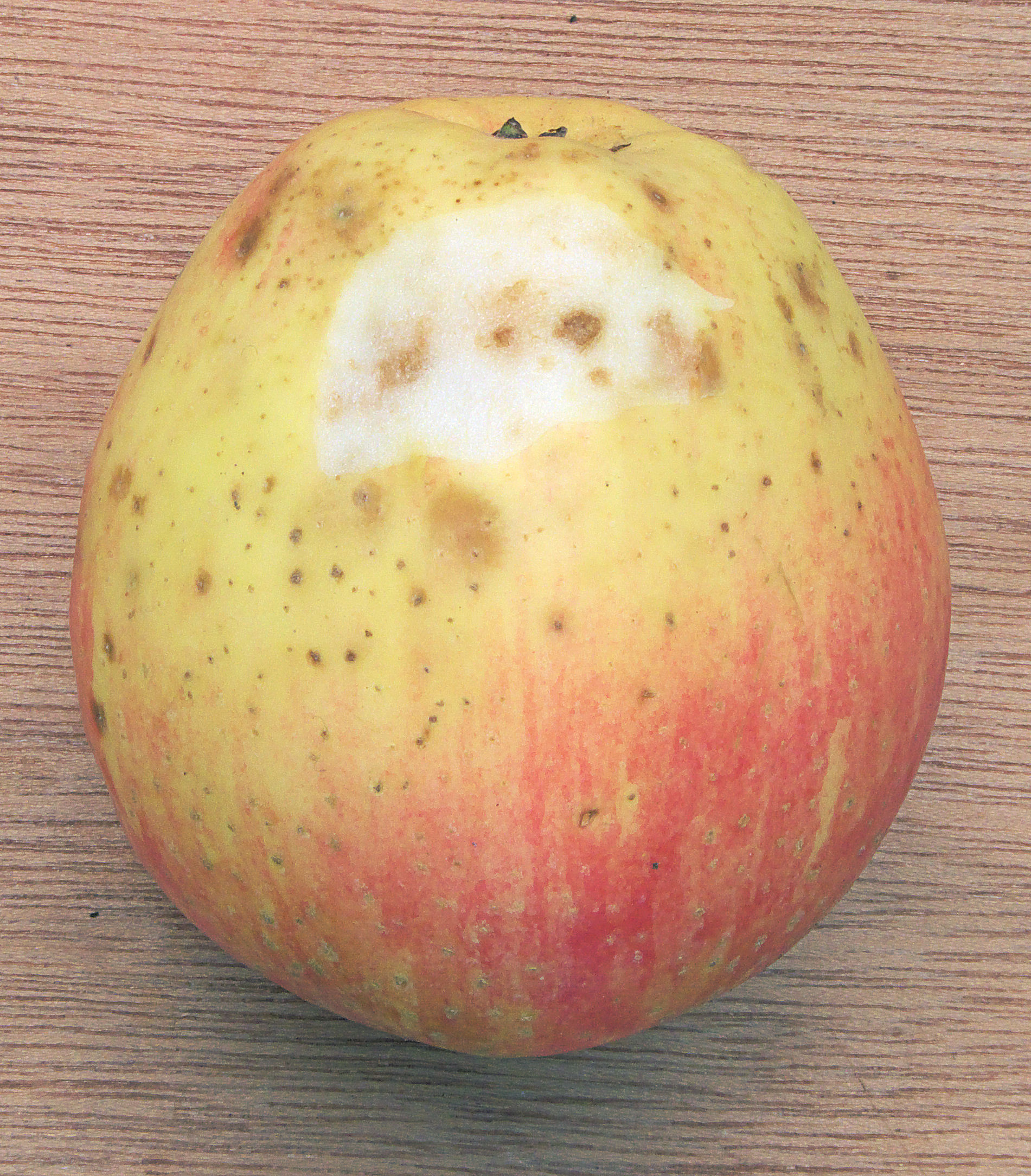
Síntomas de manchas amargas sobre la manzana, cultivar 'Summerred'.

La enfermedad de la mancha amarga es un trastorno fisiológico de las manzanas relacionado con la deficiencia de calcio, que también afecta a las peras y membrillos, pero con menos frecuencia en estos últimos.
La enfermedad probablemente se informó por primera vez en Alemania, donde se conocía como Stippen. También se conocía como "mancha de Baldwin" y "corcho manchado" en América del Norte. El nombre "bitterpit" ("hoyo amargo") fue utilizado por primera vez por Cobb en Australia en 1895. Se ha demostrado que la enfermedad no es patológica y ahora se conoce como un trastorno. Cuando ocurre en el árbol, se conoce como "mancha del árbol"; también puede ocurrir en almacenamiento, cuando se conoce como "mancha de almacenamiento".

## Síntomas

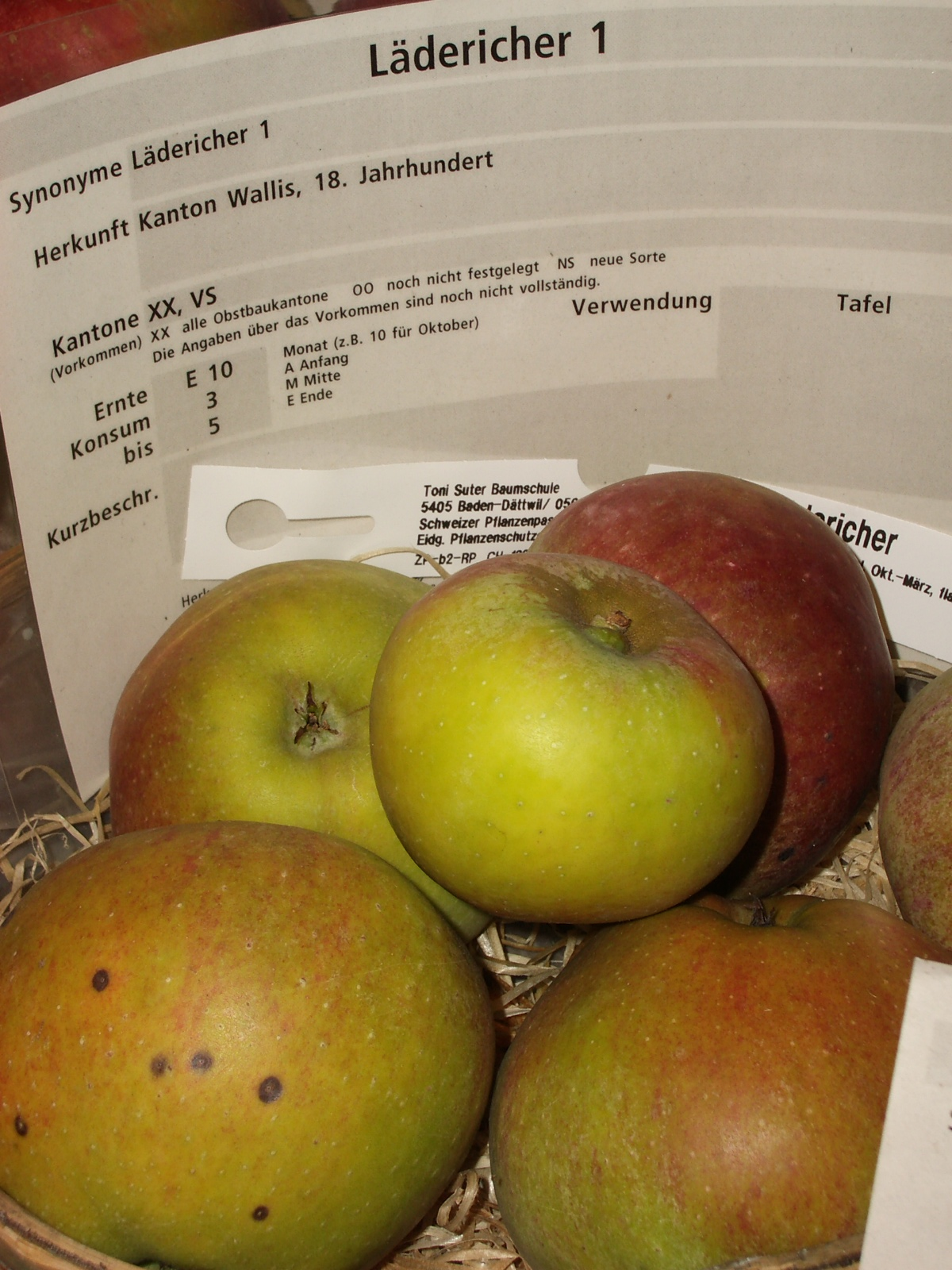
Signos de "mancha amarga" que comienza en una manzana, parte izquierda abajo

Los frutos afectados presentan manchas oscuras, de unos 5 mm de diámetro, que se presentan en la piel o en la pulpa. Las células ubicadas en las manchas están muertas (necrosis) y se vuelven marrón-negras.

## Proceso
Los primeros informes indicaron que el trastorno se vio afectado por el clima y las condiciones de crecimiento. El tiempo seco antes de la cosecha pareció agravar la situación. Los cultivos ligeros, el uso intensivo de fertilizantes, la fruta grande y la cosecha temprana aumentaron la condición. La fruta que no tenía "mancha amarga" en la cosecha a menudo se veía gravemente afectada después de un corto período de almacenamiento. La "mancha amarga" ha sido ampliamente revisado durante muchas décadas.
El desorden se convirtió en un problema importante para las exportaciones del hemisferio sur a Europa. El gran avance en el control se produjo con el descubrimiento en América del Norte de que el mineral calcio estaba a un nivel bajo en la fruta afectada. Esto fue confirmado en otras  partes.
Se produce un desequilibrio de mineral en la pulpa de la manzana: baja concentración de calcio y niveles relativamente altos de potasio y magnesio. Las bajas concentraciones de calcio, al alterar la permeabilidad selectiva de la membrana celular, provocan la degradación de las células y sus necrosis.
El análisis comparativo entre el tejido afectado y el tejido normal en la misma fruta revela concentraciones anormalmente altas de minerales, incluido calcio y azúcares. Este resultado puede parecer contradecir la teoría de la deficiencia de calcio, pero no es raro que el tejido necrótico pierda carbohidratos y minerales (por filtración) al tejido vecino. La disolución de las laminillas medias por los ácidos oxálico y succínico así como una modificación de la secreción de protón y la permeabilidad del potasio son otras hipótesis que pueden explicar la aparición de la mancha amarga.

## Consecuencia
La enfermedad causa lesiones marrones de sabor amargo de 3 a 5 mm de diámetro.
Algunas variedades son más susceptibles que otras, incluidas Gravenstein, Maigold, Kidd's Orange Red y Golden Delicious.

## Tratamiento
Una adición de piedra calcárea molida al terreno, puede resolver el problema.